# Amgaon bk.
Amgaon bk. es una ciudad censal situada en el distrito de Gondia en el estado de Maharashtra (India). Su población es de 10972 habitantes (2011). Se encuentra a 24 km de Gondia.

## Demografía
Según el censo de 2011 la población de Amgaon bk. era de 10972 habitantes, de los cuales 5448 eran hombres y 5525 eran mujeres. Amgaon bk. tiene una tasa media de alfabetización del 87,09%, superior a la media estatal del 82,34%: la alfabetización masculina es del 93,47%, y la alfabetización femenina del 80,79%.